# Alcea lasiocalycina
Alcea lasiocalycina är en malvaväxtart som beskrevs av Pierre Edmond Boissier. Alcea lasiocalycina ingår i släktet stockrosor, och familjen malvaväxter. Inga underarter finns listade i Catalogue of Life.